# (15819) Alisterling
(15819) Alisterling est un astéroïde de la ceinture principale.

## Description
(15819) Alisterling est un astéroïde de la ceinture principale. Il fut découvert le 28 septembre 1994 à Kitt Peak par le projet Spacewatch. Il présente une orbite caractérisée par un demi-grand axe de 2,19 UA, une excentricité de 0,11 et une inclinaison de 6,8° par rapport à l'écliptique.

## Compléments